# クリスティン・チェノウェス
クリスティン・チェノウェス（Kristin Chenoweth、1968年7月24日 - ）は、アメリカ合衆国オクラホマ州ブロークン・アロー出身の女優、歌手。
主に、ブロードウェイのミュージカル女優として活躍。オペラの声楽を学び、ポップス、オールド・スタンダード、賛美歌などを幅広くこなし、歌手としても活動している。

## 略歴

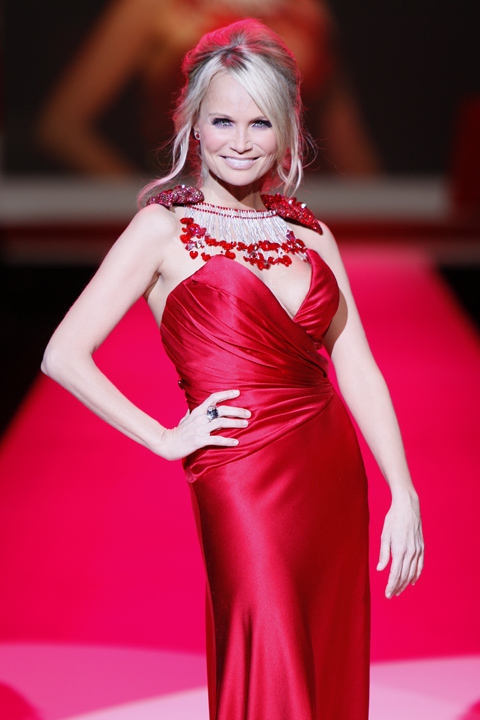
2010年のショー

1997年に「Steel Pier」でブロードウェイ・ミュージカルの舞台を初めて踏む。このショウでの演技が認められ、シアター・ワールド賞を受賞する。1999年の『きみはいい人、チャーリー・ブラウン』のサリー役で、ブロードウェイ・ミュージカル2作目にしてトニー賞（ミュージカル助演女優賞）を受賞、その他、ドラマ・デスク・アワードなども総なめにした。
その後は、コメディ舞台『Epic Proportions』やテレビのミュージカル作品などに出演。2001年の夏にNBCで主演のコメディシリーズ『Kristin』が6話分放送された。ロンドンのウエスト・エンドではサム・メンデス演出の『Divas at Donmar』に出演。2003年からはこのシーズンの一番の話題となっていた『ウィキッド』のグリンダ役によってNYタイムズを始め批評家から絶賛を浴び、二度目のトニー賞候補にもなった。
『ウィキッド』を降板した後は、人気テレビドラマシリーズ『ザ・ホワイトハウス』に2004年秋からのシーズンより出演。映画界にも活動の場を広げ、『奥さまは魔女』（ニコール・キッドマン主演）、『ピンクパンサー』（スティーヴ・マーティン主演）等に出演した。また、ABCのドラマシリーズ『プッシング・デイジー 〜恋するパイメーカー〜』のオリーヴ・スヌーク役を演じ、エミー賞（助演女優賞(コメディシリーズ部門)）を受賞。現在ダスティ・スプリングフィールドの伝記映画への出演が決まっている。
2010年にオクラホマ殿堂に表彰された。
2015年6月7日に行われた第69回トニー賞の司会をアラン・カミングと務めた。
歌手としても活動しており、2016年の時点で6枚のアルバムを発表している。
2025年6月22日、2025年のNBAファイナルのオクラホマシティ・サンダーの本拠地で開催された第7戦の試合開始前に星条旗 (国歌)を独唱した。なおその後の試合ではサンダーが勝利し、オクラホマ州への移転後初優勝を果たした。

## 主な出演作品

### 舞台
- Steel Pier (1997年)
- 『きみはいい人、チャーリー・ブラウン』 - You're a Good Man, Charlie Brown (1999年)
- Epic Proportions (1999年)
- Divas at Donmar (2002年)
- 『ウィキッド』 - Wicked (2003年)
- The Apple Tree (2006年)
- 『プロミセス・プロミセス』 - Promises, Promises (2010年)
- 『20世紀号に乗って』 - On the Twentieth Century (2015年)
- My Love Letter to Broadway (2016年)
- Kristin Chenoweth: For the Girls (2019年)

### テレビドラマ
- 『アニー』 - Annie (1999年)
- Kristin (2001年)
- 『ザ・ミュージックマン』 - The Music Man (2003年)
- 『ザ・ホワイトハウス』 - The West Wing (シーズン6より)
- 『アグリー・ベティ』 - Ugly Betty　（シーズン1「23話」ゲスト）
- 『プッシング・デイジー 〜恋するパイメーカー〜』 - Pushing Daisies (2007年-2009年)
- 『glee/グリー』 - Glee　（シーズン1「5話」｢16話｣ゲスト）
- 『アメリカン・ゴッズ』 - American Gods (2017年)
- 『トライアル・アンド・エラー』 - Trial & Error (2018年)

### 映画
- 『奥さまは魔女』 - Bewitched (2005年)
- 『ピンクパンサー』 - The Pink Panther (2006年)
- 『RV』 - RV (2006年)
- 『ハサミを持って突っ走る』 - Running with Scissors (2006年)
- 『主人公は僕だった』 - Stranger Than Fiction (2006年)
- 『ライトアップ! イルミネーション大戦争』 - Deck the Halls (2006年)
- 『ティンカー・ベル』 - Tinker Bell (2008年)
- 『フォー・クリスマス』 - Four Christmases (2008年)
- 『ディセンダント』 - Descendants (2015年)
- Class Rank (2017年)
- 『ホリデーオンリー: とりあえずボッチ回避法?』 - Holidate (2020年)

## ディスコグラフィ

### スタジオ・アルバム
- Let Yourself Go (2001年)
- As I Am (2005年)
- A Lovely Way to Spend Christmas (2008年)
- Some Lessons Learned (2011年)
- Coming Home (2014年)
- The Art of Elegance (2016年)
- For the Girls (2019年)
- Happiness Is...Christmas! (2021年)